# Closterium rostratum
Closterium rostratum  là một loài Song tinh tảo trong họ Desmidiaceae, thuộc chi Closterium.